# Rigatoni
Rigatoni er en form for rør-formet pasta af varierende længde, der stammer fra Italien. De er større end penne og ziti, og nogle gange let buede, men ikke så meget som macaroni. Rigatoni har karakteristiske riller ned langs siden, der nogle gange drejer omkring røret som en spiral, og til forskel fra penne, så er enderne skåret vinkelret i stedet for diagonalt. Rigatoni minder om tortiglioni, hvor rillerne dog altid går i en spiral omkring røret.
Navnet rigatoni kommer fra det italienske ord rigato (rigatone er en forstærket version og rigatoni er flertalsformen), der betyder "riflet" eller "beklædt", og den associerede med særligt med det italienske køkken i den sydlige del af landet. Rigatoncini er en mindre version, der er tæt på penne i størrelse. Her er suffikset -ino (flertalsformen af -ini) tilføjet for at beskrive deres relative størrelse.
Rigatoni er særligt populær i det sydlige Italien, og i særdeles på Sicilien. Rillerne af samme navn give en bedre overflade, hvor sovser og revet ost kan sidde fast, til forskel fra glat pasta som ziti.